# Raid a Cabanatuan
Il raid a Cabanatuan (in filippino: Pagsalakay sa Cabanatuan), noto negli Stati Uniti come il Grande Raid (in inglese: the Great Raid; in filippino: Ang Dakilang Pagsalakay), ebbe luogo durante la campagna delle Filippine della seconda guerra mondiale, con lo scopo di salvare dei prigionieri di guerra statunitensi e dei civili filippini dal campo giapponese presso Cabanatuan, sull'isola di Luzon. Il 30 gennaio 1945, un gruppo di soldati statunitensi appartenenti ai ranger e all'unità da ricognizione, denominati Alamo Scout, della 6ª Divisione di fanteria coadiuvati da guerriglieri filippini liberarono più di 500 uomini.
Dopo la resa di decine di migliaia di soldati alleati nel 1942, in seguito alla marcia della morte di Bataan, i giapponesi suddivisero e imprigionarono i sopravvissuti in diversi campi di prigionia. A Cabanatuan, tenuti in condizioni brutali, con il progredire del conflitto i prigionieri iniziarono a temere di essere uccisi dai giapponesi prima che le truppe statunitensi giungessero per liberarli. Tale era anche la preoccupazione dei comandanti della 6ª Armata, i quali, assieme alla Resistenza filippina, a fine gennaio 1945, realizzarono un piano per salvare i prigionieri. Il gruppo di ranger e di ricognitori dell'Esercito, accompagnati da guerriglieri filippini, si inoltrarono così oltre le linee giapponesi, per raggiungere il campo di prigionia.
Nel raid notturno che ne seguì, il gruppo colse di sorpresa le truppe giapponesi di guardia. Centinaia di nipponici rimasero uccisi nell'attacco, durato appena trenta minuti, e che causò perdite minime tra gli statunitensi. I 552 prigionieri liberati furono poi scortati alle linee americane. Essi poterono poi testimoniare quanto avvenuto nella marcia della morte e sulle atrocità subite nel campo di prigionia, mentre i liberatori ricevettero onorificenze dal generale MacArthur e dal presidente Franklin D. Roosevelt.

## Il contesto storico
Con l'attacco di Pearl Harbor di fine 1942, gli Stati Uniti furono coinvolti nel secondo conflitto mondiale. Forze statunitensi, guidate dal generale Douglas MacArthur, erano già presenti nelle Filippine, come deterrente contro i giapponesi, i quali invasero comunque l'arcipelago a poche ore dall'attacco alle Hawaii. L'andamento negativo della campagna che ne seguì, spinse pochi mesi dopo il presidente Roosevelt a ordinare a MacArthur di lasciare l'arcipelago, promettendo che un giorno sarebbe potuto tornare e liberare le Filippine. I 72 000 soldati delle forze statunitensi, con armamenti datati, pochi rifornimenti, malati e malnutriti, infine si arresero ai giapponesi il 9 aprile 1942.
I nipponici avevano previsto di dover gestire tra i 10 000 e i 25 000 prigionieri, per i quali avevano organizzato due ospedali, vettovaglie a sufficienza e un numero di guardie adeguate, tuttavia si ritrovarono a dover gestire più di 72 000 uomini. Dopo la marcia della morte, lunga quasi cento chilometri, solo in 52 000 (9 000 statunitensi e 42 000 filippini) raggiunsero quella che era stata la base militare statunitense di Camp O'Donnel. I 20 000 decessi furono causati da malori, fame, torture e uccisioni. Con la chiusura della base militare, la maggior parte dei prigionieri furono trasferiti al campo di prigionia di Cabanatuan, dove si riunirono con quelli provenienti dall'area di Corregidor.
Nel 1944, quando le truppe statunitensi sbarcarono nelle Filippine, il comando giapponese ordinò che i prigionieri di guerra fossero uccisi, per evitare che fossero liberati dagli americani e potessero rinforzarne nuovamente le file. Uno dei metodi usati era quello di radunare i prigionieri, cospargerli di benzina e infine darli alle fiamme.

## Il campo di prigionia

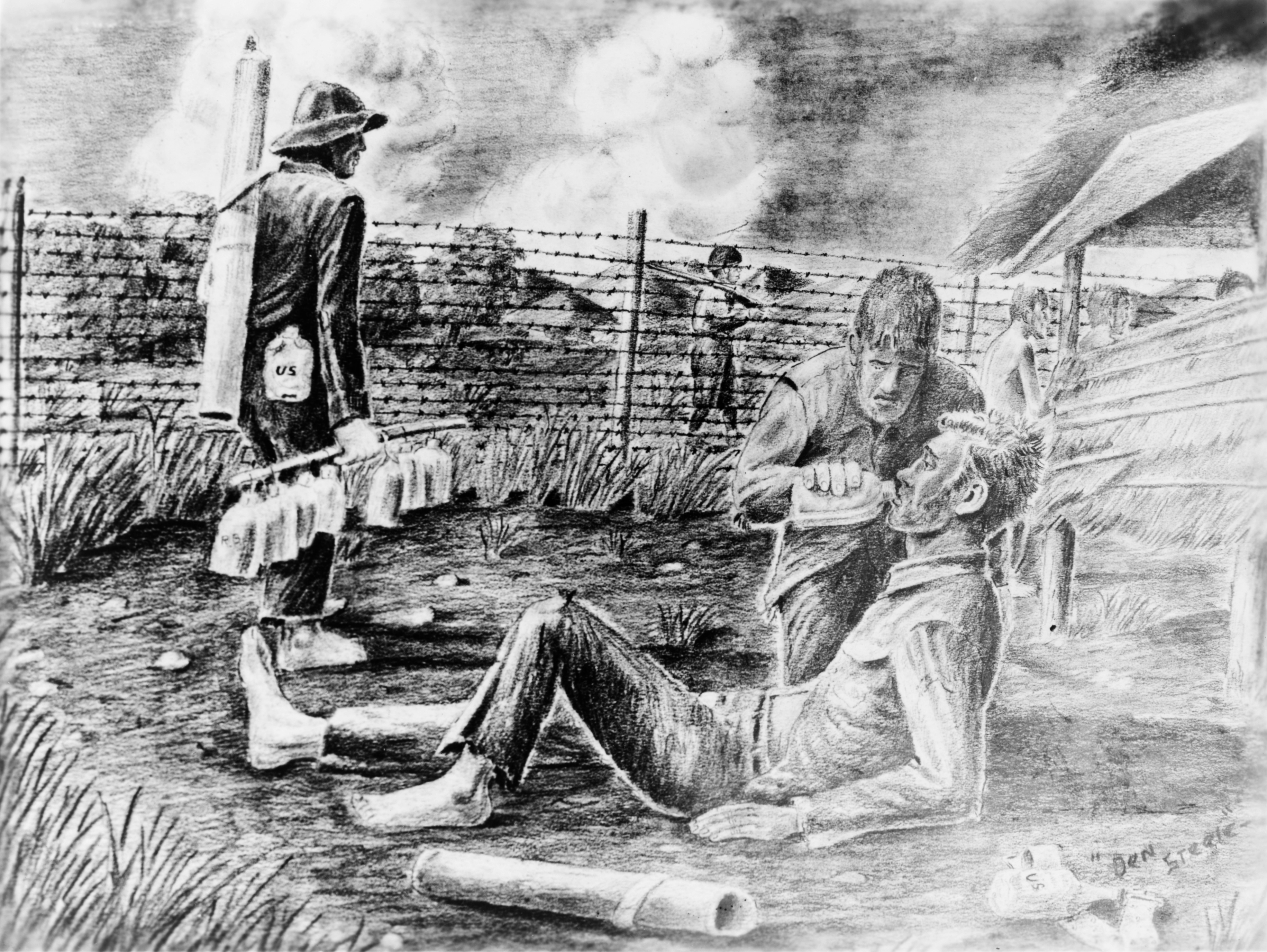
Un disegno realizzato da un ex-prigioniero del campo di Cabanatuan

Il campo di prigionia di Cabanatuan prese il nome dalla vicina cittadina omonima, anche se i locali si riferivano ad esso come campo Pangatian, dal nome di un villaggio situato nelle vicinanze. Il campo era nato ad uso del Dipartimento dell'Agricoltura degli Stati Uniti e successivamente era diventato un campo d'addestramento per l'Esercito filippino. Con l'invasione giapponese, divenne un campo di prigionia, uno dei tre nell'area di Cabanatuan e venne scelto per detenere i prigionieri malati. Copriva un'area di 730 per 550 metri, divisa in due da una strada che l'attraversava longitudinalmente. Metà del campo fungeva da alloggio per le guardie, mentre la restante parte, che includeva baracche di bambù e un ospedale, era per i prigionieri. L'ospedale, soprannominato "Zero Ward" ("Corsia Zero"), poiché le possibilità di uscirne vivo erano pari a zero, ospitava i prigionieri in condizioni peggiori mentre attendevano la morte, a causa di malattie come la dissenteria e la malaria. Una recinzione con filo spinato, alta due metri e mezzo, circondava il campo, in aggiunta a diverse casematte e a una torre di guardia a quattro piani.
All'apice, il campo ospitò 8 000 soldati statunitensi, oltre a pochi soldati e civili di altri paesi come Regno Unito, Norvegia e Paesi Bassi, rendendolo il campo di prigionia più grande delle Filippine. Questo numerò diminuì significativamente quando gli uomini abili vennero trasferiti in altre aree dell'Asia controllate dai giapponesi per lavorare nei campi di lavoro. Poiché il Giappone non aveva ratificato la Convenzione di Ginevra, i prigionieri potevano essere impiegati anche come forza lavoro nelle fabbriche nipponiche per realizzare armi, navi o nei campi d'aviazione.
I prigionieri ricevevano due pasti di riso al vapore, occasionalmente accompagnati da frutta, zuppa o carne. Per ottenere altro cibo, dovevano contrabbandarlo all'interno del campo durante i viaggi approvati a Cabanatuan. Per impedire che venissero confiscati cibo e beni di vario valore, questi venivano nascosti nei vestiti o nelle latrine, oppure venivano sepolti prima delle ispezioni pianificate. I prigionieri ottenevano del cibo anche in altri modi: rubandolo dalle dispense del campo, corrompendo le guardie, piantando degli orti o uccidendo piccoli animali che entravano nel campo, come topi, serpenti, papere e persino cani randagi. L'operato segreto dei filippini permise di raccogliere migliaia di scatole di chinino che, contrabbandate dentro il campo, permisero di curare la malaria salvando centinaia di vite.
Un gruppo di prigionieri di Corregidor, prima di entrare per la prima volta nel campo, avevano nascosto componenti di una radio nei propri indumenti, per riassemblarla dentro. Quando i giapponesi obbligarono un tecnico statunitense a riparare la loro radio, esso riuscì a rubare altri componenti. I prigionieri ebbero così a disposizione diverse radio con cui poterono ascoltare trasmissioni provenienti persino da San Francisco, permettendo loro di tenersi aggiornati sullo stato della guerra. Anche una macchina fotografica venne contrabbandata nel campo, così venne raccolta una documentazione visiva sulle condizioni di vita nel campo. Infine, i prigionieri riuscirono persino a costruire delle armi e a contrabbandarne le munizioni.

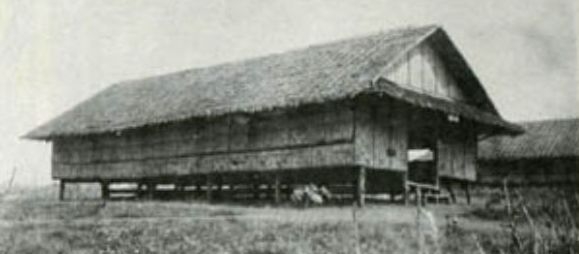
Una capanna usata come abitazione per i prigionieri del campo

Diversi tentativi di fuga ebbero luogo negli anni, ma la maggior parte si conclusero in fallimenti. In uno di essi, quattro soldati furono ricatturati e i giapponesi obbligarono gli altri prigionieri a guardare mentre venivano picchiati e mentre scavavano la propria fossa prima di essere uccisi. Poco tempo dopo, le guardie stabilirono che, in caso di ulteriori fughe, dieci prigionieri sarebbero stati uccisi per ogni evaso. I prigionieri furono così suddivisi in alloggi da dieci persone, cosa che li motivò a sorvegliarsi a vicenda per impedire tentativi di fuga.
Ai prigionieri fu permesso di realizzare sistemi di fosse biologiche e fossati per l'irrigazione nella loro porzione di campo. Ad un civile filippino era concesso vendere loro prodotti come banane, uova, caffè, taccuini per scrivere e sigarette. Vennero concesse anche attività ricreative come baseball, lancio di ferri di cavallo e ping pong. In aggiunta, erano disponibili tremila libri, la maggior parte consegnati dalla Croce Rossa, mentre la visione di film era permessa raramente. Il campo aveva persino una mascotte, un bulldog allevato da un prigioniero. Ogni anno, verso Natale, le guardie giapponesi permettevano alla Croce Rossa di donare ai prigionieri piccole scatole, contenenti beni come carne, caffè solubile e tabacco. Ai prigionieri veniva infine concesso di inviare cartoline ai parenti, seppur censurate dalle guardie.
Con l'avvicinarsi delle forze statunitensi a Luzon, il Quartier generale imperiale ordinò che i prigionieri abili al lavoro venissero trasportati in Giappone. Dal campo di Cabanatuan circa 1 600 soldati furono prelevati nell'ottobre 1944, lasciando lì i poco più di 500 prigionieri malati, deboli o invalidi. Il 6 gennaio 1945, tutte le guardie abbandonarono il campo lasciando i prigionieri a sé stessi. Prima di andare via, avevano avvisato l'ufficiale al comando dei prigionieri che non avrebbero dovuto tentare la fuga, o sarebbero stati uccisi. Quando se ne andarono, i prigionieri percepirono la minaccia, temendo che i giapponesi stessero aspettando nei pressi del campo per usare la fuga come scusa per ucciderli tutti. Si affrettarono invece a saccheggiare gli edifici delle guardie trovando rifornimenti e grandi quantità di cibo. Per un paio di settimane, rimasero senza guardie, tranne quando le truppe giapponesi in ritirata permanevano temporaneamente nel campo. I soldati perlopiù ignoravano i prigionieri, tranne quando chiedevano loro del cibo. Consapevoli del rischio, i prigionieri inviarono un piccolo gruppo all'esterno del campo, il quale catturò due carabao da macellare. La loro carne, assieme al cibo della dispensa delle guardie, permise ai prigionieri di recuperare forze, peso e vigore. A metà gennaio, un numeroso gruppo di soldati giapponesi in ritirata entrarono nel campo e reclusero nuovamente i prigionieri nella loro parte di campo. Questi ultimi credettero che presto sarebbe giunta la loro ora.

## La pianificazione

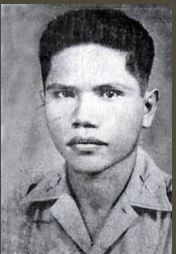
Il capitano Juan Pajota

Il 20 ottobre 1944, le forze del generale Douglas MacArthur sbarcarono a Leyte, dando inizio alla liberazione delle Filippine. Il 14 dicembre, mentre gli Stati Uniti organizzavano le loro forze per iniziare l'invasione di Luzon, circa 150 americani furono uccisi da guardie giapponesi nel campo di prigionia di Puerto Princesa, nell'isola di Palawan. I prigionieri udirono l'allarme aereo e furono condotti in un rifugio, una trincea coperta da tronchi e terra, dove invece furono coperti di benzina e dati alle fiamme vivi. Uno di loro, il soldato Eugene Nielsen, sopravvisse e raccontò quanto accaduto all'intelligence dell'Esercito, il 7 gennaio 1945. Esattamente due giorni dopo, le forze di MacArthur sbarcarono a Luzon e cominciarono l'avanzata verso la capitale Manila.
Il maggiore Robert Lapham, uno degli ufficiali statunitensi responsabili del coordinamento con la Resistenza filippina, e il capitano Juan Pajota, un comandante dei guerriglieri, avevano ipotizzato di liberare il campo di Cabanatuan ma, considerando i problemi su come nascondere e prendersi cura dei prigionieri, rinunciarono. Un piano precedente era stato proposto dal tenente colonnello Bernard Anderson, un altro ufficiale di collegamento con la Resistenza. Egli suggeriva che i guerriglieri avrebbero potuto recuperare i prigionieri e scortarli per 80 km fino alla Baia Debut, dove sarebbero stati trasportati al sicuro da trenta sottomarini. Il piano però fu rigettato da MacArthur, il quale temeva che i giapponesi avrebbero potuto ricatturare i prigionieri e ucciderli tutti. Inoltre, la Marina non aveva un numero sufficiente di sommergibili disponibili per via dell'imminente invasione di Luzon.
Il 26 gennaio 1945, Lapham giunse al quartier generale della 6ª Armata, a 50 km dal campo di prigionia. Lì, propose al capo dell'intelligence del generale Walter Krueger, il colonnello Horton White, di effettuare un salvataggio per liberare i 550 prigionieri del campo prima che i giapponesi potessero ucciderli. Lapham stimò le forze nipponiche pari a 100-300 soldati nel campo, 1 000 oltre il fiume Cabu, a nord-est, e probabilmente 5 000 uomini a Cabanatuan. Erano inoltre disponibili immagini aeree, raccolte il 19 dello stesso mese. White stimò che il I Corpo d'Armata non avrebbe raggiunto Cabanatuan prima del 31 gennaio o del 1º febbraio e che, se si decideva di agire, bisognava farlo il 29 gennaio. White riportò i dettagli a Krueger, il quale ordinò di tentare.

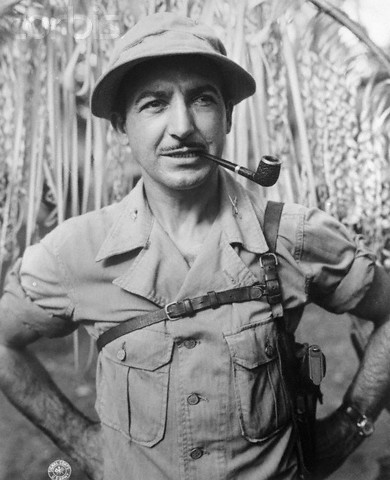
Il tenente colonnello Henry Mucci

White radunò il tenente colonnello Henry Mucci, comandante del 6º Battaglione ranger, e tre tenenti della Alamo Scout, un'unità speciale da ricognizione della 6ª Armata, per un briefing sulla missione. Il gruppo ideò un piano per eseguire un raid sul campo e portare via gli uomini al suo interno. Quattordici scout, divisi in due squadre, sarebbero partiti ventiquattro ore prima del gruppo principale per sorvegliare il campo. Il grosso del gruppo consisteva di novanta ranger della Compagnia C e trenta della F e avrebbe dovuto marciare per 50 km dietro le linee giapponesi, attaccare il campo di prigionia, eliminare le guardie e scortare i prigionieri fino alle linee statunitensi. Agli americani si sarebbero uniti ottanta guerriglieri filippini, che avrebbero fatto da guide e dato supporto nella fase di recupero dei prigionieri. L'attacco al campo sarebbe iniziato alle ore 17:30 (UTC+8) del 29 gennaio.
La sera del 27 gennaio, i ranger studiarono le foto aeree e ascoltarono le informazioni a disposizione della Resistenza filippina. Le due squadre di scout, guidate dai tenenti William Nellist e Thomas Rounsaville, lasciarono Guimba alle ore 19:00 e si inoltrarono oltre le linee giapponesi per raccogliere ulteriori informazione sulla situazione al campo di prigionia.
I ranger avevano con sé un assortimento di varie armi, munizioni extra e alcuni bazooka. Su richiesta dello stesso Mucci, quattro fotografi militari, dell'832º Battaglione del Servizio di Segnalazione, si offrirono volontari per accompagnare sia gli scout che i ranger e documentare il recupero. Ogni fotografo portava con sé un'arma, in caso di attaccato giapponese. Anche il chirurgo e capitano Jimmy Fisher e i suoi medici si unirono ai ranger. Per mantenere un collegamento tra il gruppo di Mucci e il Comando dell'Esercito, venne stabilito una avamposto radio fuori Guimba. L'impiego delle radio, tuttavia, era previsto solamente nel caso in cui i ranger avessero dovuto richiedere supporto aereo, se fossero incappati in unità giapponesi o se avessero dovuto cambiare piano all'ultimo minuto.

## L'avanzata dietro le linee giapponesi
Poco dopo le ore 05:00 del 28 gennaio, 121 ranger di Mucci, con una compagnia agli ordini del capitano Robert Prince, giunsero a bordo di autocarri a 100 km da Guimba, punto da cui scivolarono tra le linee giapponesi dalle ore 14:00. Guidati dai filippini, i ranger evitarono il più possibili gli spazi aperti per evitare di essere avvistati dagli aerei giapponesi. Mentre attraversavano i villaggi, i guerriglieri mettevano la museruola ai cani e infilavano le galline nelle gabbie, affinché il rumore degli animali non allertasse i giapponesi nelle vicinanze. I ranger passarono molto vicino ad un carro armato giapponese posizionato sull'autostrada, che superarono seguendo un basso burrone sotto la strada.
La mattina seguente, il gruppo raggiunse Balincarin, un barrio, o sobborgo, ad appena 8 km a nord del campo di Cabanatuan. Mucci si riunì Nellist e Rounsaville per discutere sulla ricognizione che i due avevano effettuato con i loro uomini la sera prima. Questi riferirono che il terreno attorno al campo era completamente pianeggiante, cosa che avrebbe esposto i ranger durante il raid. Mucci si incontrò anche con il capitano Juan Pajota e i suoi duecento uomini, la cui approfondita conoscenza delle attività giapponesi, dei locali e del territorio si rivelò cruciale. Saputo che Mucci voleva attaccare quella sera stessa, Pajota obbiettò che sarebbe stato un suicidio. Disse inoltre di aver stimato una forza di un migliaio di giapponesi stanziati oltre il vicino fiume Cabu, che scorreva ad appena un centinaio di metri dal campo di prigionia. Pajota confermò che almeno settemila giapponesi era dispiegati a qualche chilometri da Cabanatuan. Con le forze d'invasioni statunitensi in avanzata da sud-ovest, una divisione giapponese si stava ritirando verso nord, lungo la strada che passava non lontana dal campo stesso. Raccomandò quindi di attendere che la divisione fosse passata, così da trovare un'opposizione minima. Ascoltate le informazioni di Pajota e degli scout sulle pesanti attività giapponesi nell'area, Mucci fu d'accordo sul posticipare il raid di ventiquattr'ore e avvisò il Quartier generale della 6ª Armata via radio. Ordinò infine agli scout di tornare al campo e di raccogliere ulteriori informazioni sul numero di guardie presenti e sull'esatta posizione dei prigionieri. I ranger ripiegarono infine su Platero, un barrio 4 km a sud di Balincarin.

## I preparativi
(Riflessione del capitano Prince sulla pianificazione del raid.)
Alle ore 11:30 del 30 gennaio, il tenente degli scout William Nellist e il soldato Rufo Vaquilar, travestiti da civili, riuscirono ad accedere ad una capanna abbandonata ad appena 270 metri dal campo. Evitando di essere visti dalle guardie, da lì osservarono il campo e prepararono un rapporto dettagliato sulle sue caratteristiche principali, incluse la posizione del cancello principale, la consistenza delle forze giapponesi, la posizione del filo spinato e la migliore via da cui attaccare. Nellist ordinò a tre scout di consegnare il rapporto a Mucci. In poco tempo, il trio andò e tornò mentre Nellist e Vaquilar rimasero nella capanna, dove restarono fino all'inizio del raid.
Mucci aveva già ricevuto un primo rapporto nel pomeriggio del 29 gennaio e lo aveva inoltrato a Prince, uomo di cui lui aveva piena fiducia. Quest'ultimo aveva il compito di pianificare come far entrare e uscire i ranger in modo rapido e subendo il minor numero di vittime possibile. Prince ideò quindi un piano, che fu poi modificato alla luce del nuovo rapporto giunto dal capanno abbandonato alle ore 14:30 del 30 gennaio. Prince propose di dividere le forze in due gruppi: novanta ranger della Compagnia C, guidati da lui stesso, avrebbero attaccato il campo principale e scortato fuori i prigionieri, mentre trenta ranger di uno dei plotoni della Compagnia F, comandati dal tenente John Murphy, avrebbe dato il via all'attacco sparando a diverse postazioni giapponesi dalla parte opposta all'ingresso del campo, esattamente alle ore 19:30. Prince ipotizzò che il raid si sarebbe completato in trenta minuti, anche meno. Una volta scortati in sicurezza tutti i prigionieri all'esterno del campo, Prince avrebbe sparato un razzo di segnalazione rosso. A quel punto, tutte le truppe dovevano ripiegare per radunarsi lungo il fiume Pampanga, due chilometri e mezzo a nord, dove centocinquanta guerriglieri filippini attendevano con carri trainati da carabao per trasportare i prigionieri.

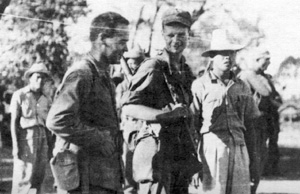
I capitani Jimmy Fisher e Robert Prince, assieme a diversi guerriglieri filippini, alcune ore prima dell'inizio del raid

Una delle preoccupazioni principali di Prince era il terreno pianeggiante all'esterno del campo. I giapponesi avevano mantenuto l'area circostante pulita dalla vegetazione, per assicurarsi che gli attacchi della resistenza filippina potessero essere visti in anticipo e per avvistare facilmente eventuali prigionieri in fuga. Prince sapeva che i ranger avrebbero dovuto strisciare pancia a terra lungo un campo aperto, sotto gli occhi delle guardie giapponesi. Ciò doveva essere fatto tra il tramonto del sole e il sorgere della luna. C'era comunque la possibilità che i giapponesi notassero i loro movimenti, probabilità che cresceva con la luna piena. In caso fossero stati scoperti, l'unica risposta possibile sarebbe stata alzarsi in piedi e assaltare il campo di corsa. I ranger non avevano idea che i giapponesi erano sprovvisti di torce per illuminare il perimetro. Pajota suggerì che un velivolo dell'Aviazione dell'Esercito statunitense avrebbe potuto sorvolare il campo per attirare l'attenzione delle guardie. Mucci approvò e chiese via radio al Comando che un aeroplano passasse di lì mentre i suoi uomini avanzavano in campo aperto. In ultimo, per soccorrere i possibili feriti durante lo scontro, il chirurgo di battaglione, il capitano Jimmi Fisher, organizzò un ospedale improvvisato nell'edificio scolastico di Platero.
All'alba del 30 gennaio, la strada di fronte al campo era libera dalle truppe giapponesi in ripiegamento. Mucci preparò un piano per proteggere i prigionieri una volta liberati. Due gruppi di guerriglieri di Luzon, uno agli ordini di Pajota, l'altro del capitano Eduardo Joson, sarebbero stati inviati in direzioni opposte per tenere il controllo della strada. Pajota e duecento filippini avrebbero dovuto posizionare un'imboscata vicino al ponte in legno sul fiume Cabu. Questa barriera, a nord-est del campo di prigionia, sarebbe stata la prima linea di difesa contro le forze giapponesi accampate oltre il corso d'acqua, che avrebbero di certo udito gli spari durante il raid. Joson e i suoi settantacinque guerriglieri, assieme a una squadra bazooka di ranger, avrebbero a loro volta organizzato un'imboscata a 750 m a sud-ovest del campo, per bloccare eventuali giapponesi provenienti da Cabanatuan. Entrambi i gruppi avrebbero piazzato venticinque mine di fronte alle loro posizioni e a un guerrigliero per gruppo fu dato un bazooka, per distruggere eventuali veicoli corazzati. Una volta che ranger, scout e prigionieri avessero raggiunto il punto d'incontro sul fiume Pampanga e Prince avesse lanciato un secondo razzo di segnalazione, i filippini avrebbero potuto ripiegare su Platero, gradualmente se sotto pressione giapponese.
Poiché i prigionieri non erano a conoscenza dell'imminente assalto, essi proseguirono con la loro normale routine quotidiana. Il giorno precedente il raid, due ragazzi filippini avevano lanciato dei sassi nell'area adibita ai prigionieri con un messaggio allegato: "Siate pronti alla fuga". Pensando ad uno scherzo, i prigionieri ignorarono l'avviso. Anzi, erano sempre più spaventati dalle guardie, credendo che, in ogni momento, sarebbero stati massacrati per una ragione qualunque. Avevano compreso, infatti, che i giapponesi non avrebbero permesso la loro liberazione perché avrebbero potuto riprendersi e tornare a combatterli. Inoltre, avrebbero potuto ucciderli per impedire loro di raccontare le atrocità della marcia della morte di Bataan o le condizioni in cui venivano tenuti nel campo. Con un numero limitato di guardie a sorvegliarli, un piccolo gruppo di prigionieri aveva già deciso di tentare la fuga verso le ore 20:00.

## Il raid

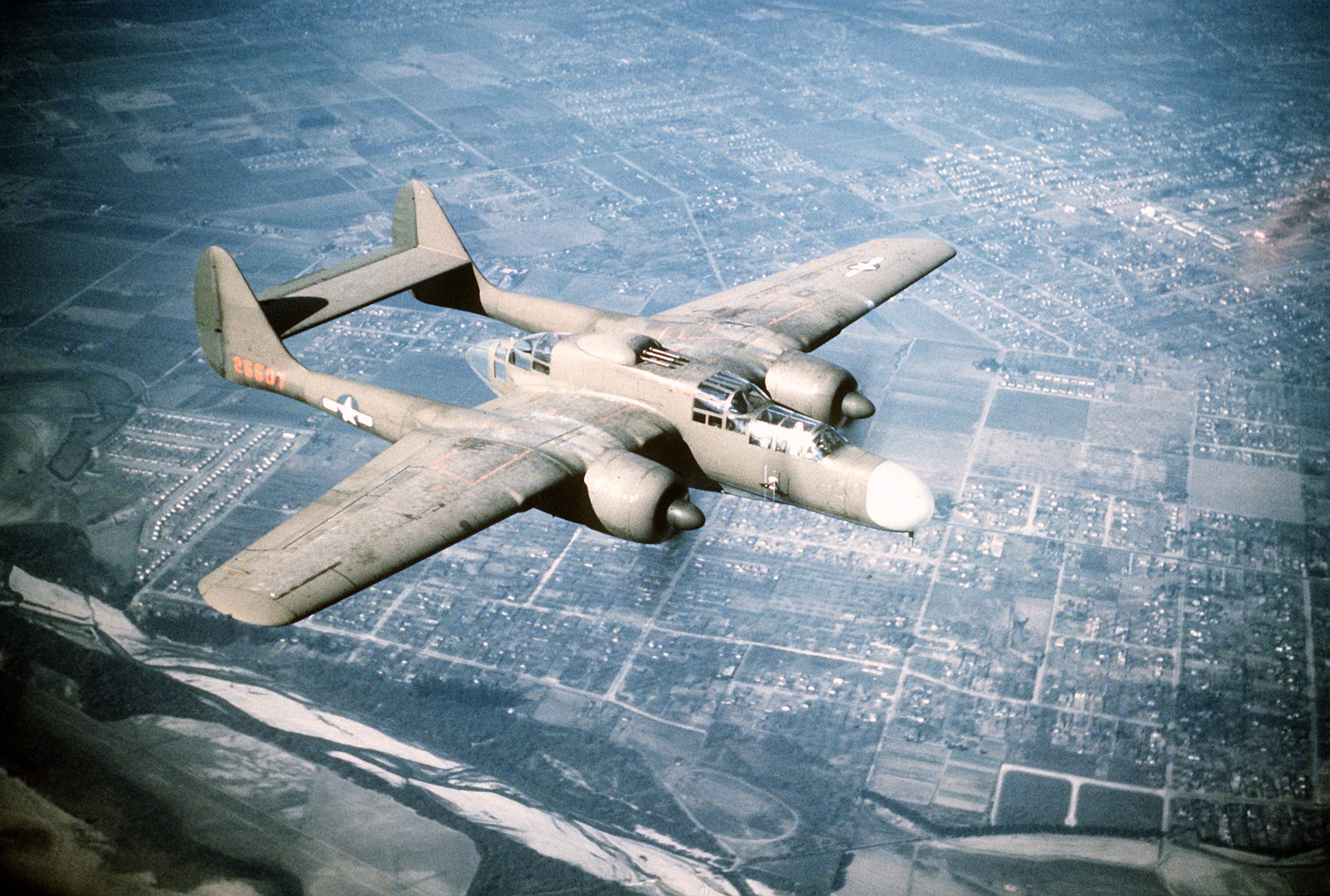
Un Northrop P-61 Black Widow simile a quello impiegato per distrarre le guardie giapponesi

Alle ore 17:00, i ranger lasciarono Platero. Fasce bianche furono avvolte attorno al braccio dei soldati per evitare il fuoco amico. Attraversarono il fiume Pampanga e poi, alle 17:45, si separarono per circondare il campo. Pajota, Joson e i guerriglieri, a loro volta, si diressero al luogo stabilito per le imboscate, lungo la strada principale. Gli uomini di Prince si avvicinarono fino a 650 m dal cancello principale, attendendo poi l'oscurità e la distrazione aerea.
Nel frattempo, un P-61 Black Widow del 547º Squadrone Caccia Notturno era decollato alle 18:00, pilotato dal capitano Kenneth Schrieber e dal tenente Bonnie Rucks. Circa tre quarti d'ora prima dell'inizio dell'attacco, giunsero sopra il campo, dove Schrieber, di colpo, spense il motore sinistro ad una quota di 450 m. Subito dopo lo riavvio, generando una fiammata e un frastuono. Ripeté la procedura altre due volte, perdendo una sessantina di metri di quota. Dopodiché, fingendo un grave guasto, Schrieber diresse l'aereo verso delle basse colline, sorvolandole ad appena una decina di metri dal terreno. Agli osservatori giapponesi, sembrò che il velivolo avesse avuto un guasto e rimasero ad osservare, in attesa di vedere la fiammata dello schianto al suolo. Schrieber continuò per diverse volte mentre eseguiva svariate manovre acrobatiche. Lo stratagemma durò per venti minuti, creando un diversivo efficace che permise ai ranger di avanzare, non visti, metro dopo metro verso la recinzione del campo. Prince, in seguito, commentò così l'operato del pilota: "L'idea di un'esca aerea era un po' inusuale e, a dirla tutta, non pensavo avrebbe funzionato, non in un milione di anni. Ma le manovre del pilota furono così abili e ingannevoli che il diversivo fu totale. Non so dove saremmo stati senza di esso". Mentre l'aeroplano ronzava sopra il campo, il tenente Carlos Tombo e i suoi guerriglieri, assieme ad un gruppetto di ranger, tagliarono i fili del telefono, per impedire comunicazioni tra il campo di prigionia e le forze giapponesi a Cabanatuan.

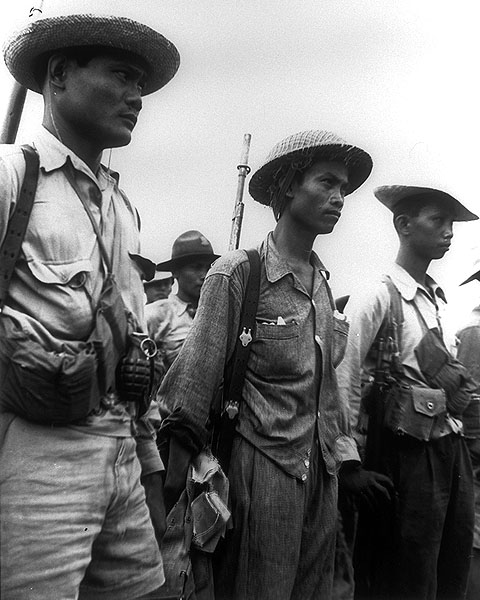
I guerriglieri del capitano Pajota a Cabanatuan

Alle ore 19:40, l'intero complesso della prigione si ritrovò improvvisamente avvolto dall'inferno, quando gli uomini del tenente Murphy aprirono il fuoco sulla torre di guardia e sulle baracche. Nei primi quindici secondi, la torre di guardia e tutte le casematte furono bersagliate e distrutte. Il sergente Ted Richardson si lanciò contro il cancello principale dove sparò un colpo di pistola al lucchetto. I primi ranger dietro di lui entrarono nel campo con lo scopo di tenere sotto fuoco costante le baracche delle guardie e l'alloggio ufficiali, mentre la retroguardia si dirigeva nella zona dei prigionieri, eliminando i giapponesi presenti vicino ai vari capanni, per procedere all'evacuazione. Una squadra bazooka della Compagnia F corse lungo la strada principale fino ad una baracca di latta, dove gli scout avevano individuato un carro armato. Mentre i giapponesi tentavano la fuga a bordo di due autocarri, la squadra bazooka riuscì a distruggere sia questi che la baracca con il corazzato.
Al cominciare dello scontro a fuoco, molti dei prigionieri pensarono che fosse l'inizio del massacro ad opera dei giapponesi. Un prigioniero affermò che il rumore dell'attacco era come "lumache sibilanti, candele romane e meteore fiammeggianti che svolazzano sopra le nostre teste". I prigionieri si nascosero subito nelle capanne, nelle latrine e nei fossati di irrigazione.
Quando i ranger urlarono ai prigionieri di uscire, molti di loro temettero che fosse uno stratagemma giapponese per scovarli e ucciderli. Pensavano ad un trucco anche perché le armi e le uniformi dei ranger somigliavano molto a quelle utilizzate dall'Esercito statunitense diversi anni prima, non erano aggiornate. Ad esempio, i primi a fare la loro comparsa avevano elmetti risalenti al 1917, altri indossavano dei berretti, come i giapponesi. I prigionieri iniziarono quindi a porre delle domande su chi fossero e da dove venissero e, in alcuni casi, i ranger dovettero addirittura usare la forza per spingerli fuori dalle baracche. Alcuni di essi pesavano così poco che i ranger potevano portarne due in spalla. Una volta fuori dalle baracche, li veniva detto di dirigersi al cancello principale e ciò causò confusione tra i prigionieri, poiché per loro il "cancello principale" era quello che dava accesso alla loro sezione del campo, non quello sulla strada.
Un soldato giapponese riuscì a sparare tre colpi di mortaio in direzione del cancello d'ingresso. Nonostante gli uomini della Compagnia F lo avessero localizzato e ucciso rapidamente, diversi tra ranger, scout e prigionieri rimasero feriti. Il chirurgo di battaglione, James Fisher, venne ferito allo stomaco e fu portato al vicino villaggio di Balincari. Lo scout Alfred Alfonso fu colpito da una scheggia anche lui all'addome, gli altri due feriti furono il tenente degli scout Tom Rounsaville e il ranger scelto Jack Peters.

Illustrazione schematica del campo con le varie posizioni dei luoghi e le direttrici dell'attacco statunitense

Pochi secondi dopo che Pajota e i suoi uomini udirono il primo sparo, aprirono a loro volta il fuoco sul contingente giapponese allertato, al di là del fiume Cabu. Pajota aveva inviato alle 19:45 un esperto di demolizioni a piazzare delle cariche esplosive sul ponte, lasciato privo di guardie. Gli esplosivi detonarono all'ora stabilita e, anche se non distrussero il ponte, crearono un largo foro che rese la struttura non attraversabile da mezzi motorizzati e corazzati. Ondate di soldati giapponesi si riversarono a piedi sul ponte, ma il fuoco incrociato della resistenza filippina li respinse. Nel frattempo, un guerrigliero, che era stato addestrato ad usare un bazooka dai ranger appena poche ore prima, distrusse o rese inerte quattro carri armati, nascosti dietro una fila di alberi. Un gruppo di giapponesi tentarono di attaccare sul fianco i filippini, guadando il fiume poco lontano dal ponte, ma i guerriglieri li avvistarono e li eliminarono.
Alle 20:15, il campo di prigionia fu reso sicuro da ogni resistenza giapponese e Prince sparò il primo razzo di segnalazione. Nessun colpo d'arma da fuoco era stato esploso nei quindici minuti precedenti. Tuttavia, mentre i ranger si dirigevano al punto di incontro, il caporale Roy Sweezy fu colpito due volte dal fuoco amico e le ferite lo portarono alla morte. I ranger e i prigionieri raggiunsero infine il luogo del rendez-vous presso il fiume Pampanga, dove dei carri trainati da ventisei carabao li attendevano e li trasportarono poi fino a Platero, guidati da abitanti locali organizzati da Pajota. Alle 20:40, una volta che Prince si assicurò che tutti avessero attraversato il fiume, sparò il secondo razzo per segnalare a Pajota e Joson di ripiegare. Gli scout restarono nella retroguardia, per individuare ogni possibile manovra ritorsiva giapponese. Nel frattempo, gli uomini di Pajota continuarono a resistere agli attacchi giapponesi finché non poterono anche loro ripiegare alle ore 22:00, quando i nipponici cessarono l'assalto al ponte. Joson e i suoi uomini non incontrarono invece alcuna resistenza e fecero ritorno indisturbati.
I fotografi presenti furono in grado di scattare fotto durante il viaggio, ma non poterono durante il raid, poiché i flash delle macchinette fotografiche avrebbero rivelato la loro posizione ai giapponesi. Uno di loro commentò così: "Ci sentivamo come un soldato stanco che aveva portato il suo fucile per una lunga distanza in una delle battaglie più cruciali della guerra, per poi non poter sparare". Gli uomini del Servizio di Segnalazione, non avendo altri compiti da eseguire durante il raid, diedero il loro contributo per trasportare i prigionieri fuori dal campo di prigionia.

## Il ritorno alle linee statunitensi
(Uno dei prigionieri statunitensi durante il viaggio di ritorno)
Alle ore 22:00, i ranger e i prigionieri giunsero a Platero, dove riposarono per mezzora. Alle 23:00, la 6ª Armata fu avvisata via radio del successo della missione e sul ritorno alle linee statunitensi. Dopo un rapido conteggio, si scoprì che il prigioniero Edwin Rose, un soldato britannico, rimasto sordo, era disperso. Mucci stabilì che nessuno dei ranger poteva essere impiegato nella ricerca di Rose, così inviò alcuni guerriglieri filippini nella mattinata successiva. Si scoprì poi che Rose si era addormentato nella latrina prima dell'attacco. Svegliatosi presto il mattino seguente, realizzò che gli altri prigionieri se n'erano andati e che lui era rimasto indietro. Incurante, si prese il tempo di radersi e mettersi il vestito migliore, che aveva conservato per il giorno della liberazione, per poi avventurarsi fuori dal campo, sicuro che gli Alleati l'avrebbero trovato e condotto alla libertà. Fortunatamente, dei guerriglieri di passaggio lo trovarono e lo condussero in salvo. Venne poi organizzato un trasporto da parte di un'unità anticarro che lo portò in un ospedale.
Nell'ospedale improvvisato a Platero, lo scout Alfonso e il ranger Fisher subirono rapidamente un intervento chirurgico. La scheggia venne rimossa dall'addome di Alfonso e la prognosi sarebbe stata positiva se fosse riuscito a tornare oltre le linee statunitensi. Anche la scheggia che aveva colpito Fisher venne rimossa, ma con rifornimenti medici limitati e danni gravi sia allo stomaco che all'intestino, avrebbe avuto bisogno di un altro intervento più accurato in un vero ospedale da campo.
Quando il gruppo lasciò Platero alle 22:30 diretto alle linee statunitensi, Pajota e i suoi uomini continuarono a radunare dai villaggi locali ulteriori carabaio e carri per trasportare i prigionieri feriti. La maggior parte di loro aveva pochissimi vestiti e scarpe, tanto che divenne molto arduo per loro camminare. Raggiunta Balincarin, la colonna contava ormai circa cinquanta carretti che divennero più di cento arrivati alla linea del fronte. Era molto conveniente usare i carri per trasportare i prigionieri, ma i carabao si muovevano molto lentamente, appena 3 km/h, aumentando sensibilmente il tempo di ritorno.
Oltre agli sfiancati prigionieri, anche la maggior parte dei ranger aveva dormito appena cinque o sei ore negli ultimi tre giorni. I soldati avevano perciò allucinazioni oppure cadevano a terra addormentati durante la marcia. Il personale medico dovette distribuire benzedrina per tenerli attivi durante il viaggio. Uno di loro commentò così gli effetti della droga: "Era come se gli occhi fossero spalancati. Non potevi chiuderli neanche se lo volevi. Una pillola era tutto ciò che avessi mai preso, era tutto ciò di cui avrei mai avuto bisogno".
I P-61, nuovamente, supportarono il gruppo pattugliando la via del ritorno verso le linee statunitensi. Alle 21:00, uno di essi distrusse cinque automezzi e un corazzato giapponesi posizionati lungo una strada a 25 km da Platero, che il gruppo avrebbe percorso di lì a breve. Anche dei P-51 Mustang protessero il gruppo, mentre questo si avvicinavano al fronte. Il prigioniero George Steiner riporterà in seguito quanto gli uomini fossero " in giubilo alla comparsa dei nostri aeroplani e il suono dei loro mitragliamenti era musica per le nostre orecchie".

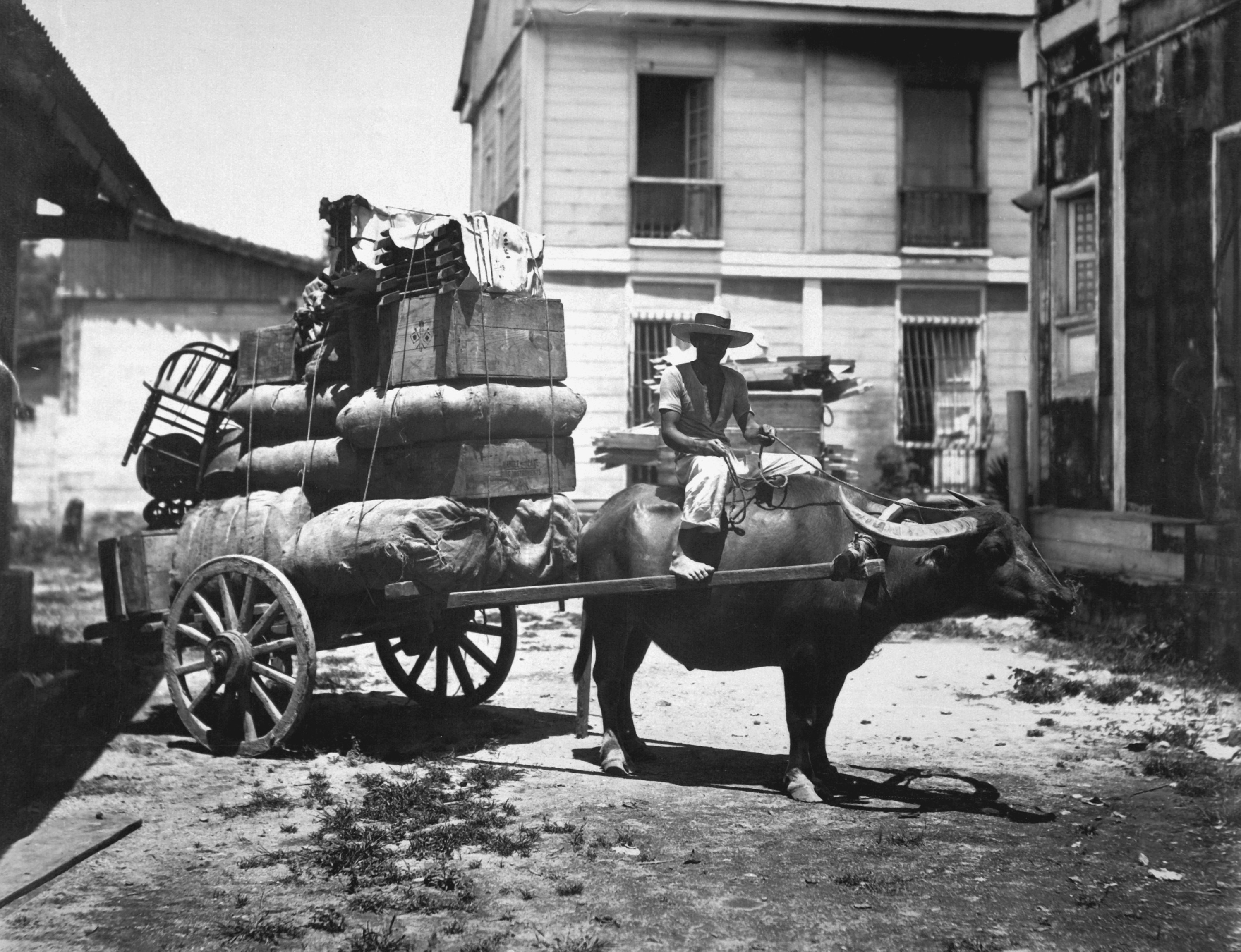
Carri trainati da carabao simili a quelli impiegati per i prigionieri liberati

Giunti ad un villaggio, gli uomini furono bloccati dai Hukbalahap, guerriglieri comunisti che odiavano allo stesso modo giapponesi e statunitensi ed erano inoltre rivali degli uomini di Pajota. Uno dei tenenti di quest'ultimo conferì con gli Hukbalahap e tornò riferendo a Mucci che non gli era concesso loro attraversare villaggio. Infuriato, Mucci inviò il tenente dagli Hukbalahap per insistere, dicendo loro che una forza giapponese sarebbe sopraggiunta a breve. Il tenente tornò nuovamente da Mucci con il permesso di passare per gli statunitensi, ma non per gli uomini di Pajota. Infine, venne concesso il passaggio ad americani e filippini loro alleati solo dopo che Mucci fece riferire ai guerriglieri comunisti che, in caso contrario, avrebbe ordinato un fuoco d'artiglieria e raso al suolo il villaggio. Nella realtà, in quello scambio di battute la radio di Mucci non era operativa.

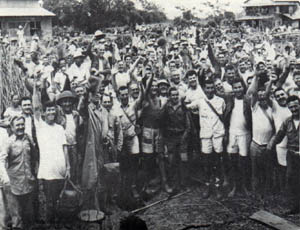
Prigionieri del campo di Cabanatuan mentre festeggiano la liberazione

Alle ore 08:00 del 31 gennaio, il radio operatore di Mucci fu in grado finalmente di contattare il quartier generale della 6ª Armata. Il gruppo di Mucci fu così dirottato presso Talavera, un villaggio già liberato dall'armata a meno di 20 km dalla loro posizione. A Talavera, i prigionieri furono caricati su automezzi e ambulanze per l'ultima tappa del loro viaggio. Dopodiché ricevettero tutti un trattamento anti-pidocchi, poterono lavarsi e vennero consegnati loro dei nuovi abiti. All'ospedale in cui furono ricoverati, uno dei ranger si riunì a suo padre, che si presumeva fosse rimasto ucciso in combattimento tre anni prima. Anche gli scout e i prigionieri rimasti indietro per condurre James Fisher in un luogo dove potesse essere recuperato da un velivolo incontrarono la resistenza degli Hukbalahap. Dopo aver nuovamente minacciato i guerriglieri comunisti, venne garantito loro un passaggio sicuro e poterono raggiungere Talavera il 1º febbraio.
Pochi giorni dopo il raid, la 6ª Armata avanzò e raggiunse il campo di prigionia ispezionandolo. Trovarono un gran numero di certificati di morte e schemi cimiteriali, oltre a diari, poesie e quaderni di schizzi. I soldati statunitensi pagarono inoltre cinque pesos ad ogni guidatore dei carri che facilitò l'evacuazione dei prigionieri di guerra.

## Le conseguenze

### I riconoscimenti
(Riflessione del capitano Prince sulla reazione pubblica alla missione)
Il raid fu subito considerato un successo, con 489 soldati e 33 civili liberati. Di essi 492 erano statunitensi, 23 britannici, tre olandesi, due norvegesi, uno canadese e uno filippino. Il loro salvataggio, assieme alla liberazione del campo O'Donnell, avvenuta lo stesso giorno, fecero emergere le atrocità avvenute a Bataan e Corregidor, eventi che accesero negli Stati Uniti una nuova ondata di fermezza nella guerra contro il Giappone.
Prince diede grande credito per il successo anche ad altri interpreti: "Qualunque successo ottenuto fu non solo grazie ai nostri sforzi, ma agli scout della Alamo e all'Aviazione. I piloti (il capitano Kenneth R. Schrieber e il tenente Bonnie B. Rucks) dell'aereo che ha volato molto basso sopra il campo sono stati uomini incredibilmente coraggiosi".
Alcuni ranger e scout furono inviati in tour negli Stati Uniti per promuovere i liberty bond e incontrarono il presidente Roosevelt. Nel 1948, il Congresso statunitense stabilì che venisse dato ai prigionieri americani un dollaro per ogni giorno trascorso in un qualunque campo di prigionia. Due anni dopo, fu approvata un'aggiunta di un dollaro e mezzo per ogni giorno.

### Le vittime
La stima dei soldati giapponesi rimasti uccisi si aggira tra i 530 e i 1 000 uomini, includendo sia le 73 guardie e i circa 150 soldati in viaggio che si erano accampati lì per la notte, che gli uomini uccisi dai guerriglieri di Pajota mentre tentavano di passare il fiume Cabu.
Quattro statunitensi morirono durante e dopo il raid. Un prigioniero, indebolito dalla malattia, morì di infarto mentre un ranger lo stava trasportando dall'alloggio al cancello principale. Il ranger in seguito ricordò: "l'agitazione fu troppa per lui, suppongo. Fu veramente triste. Era ad appena un centinaio di metri da una libertà che non conosceva da circa tre anni". Un altro prigioniero morì di malattia quando il gruppo raggiunse Talavera. Nonostante Mucci avesse ordinato che un campo d'aviazione venisse realizzato nei pressi di Platero, cosicché un aereo potesse evacuare Fisher, la pista non fu mai realizzata e il medico perì il giorno seguente. L'altro ranger ucciso durante il raid fu Sweezy, che venne colpito alla schiena da due raffiche di fuoco amico. Sia Fisher che Sweezy furono sepolti nel Cimitero nazionale statunitense di Manila. Venti uomini di Pajota rimasero feriti, così come due scout e due ranger.

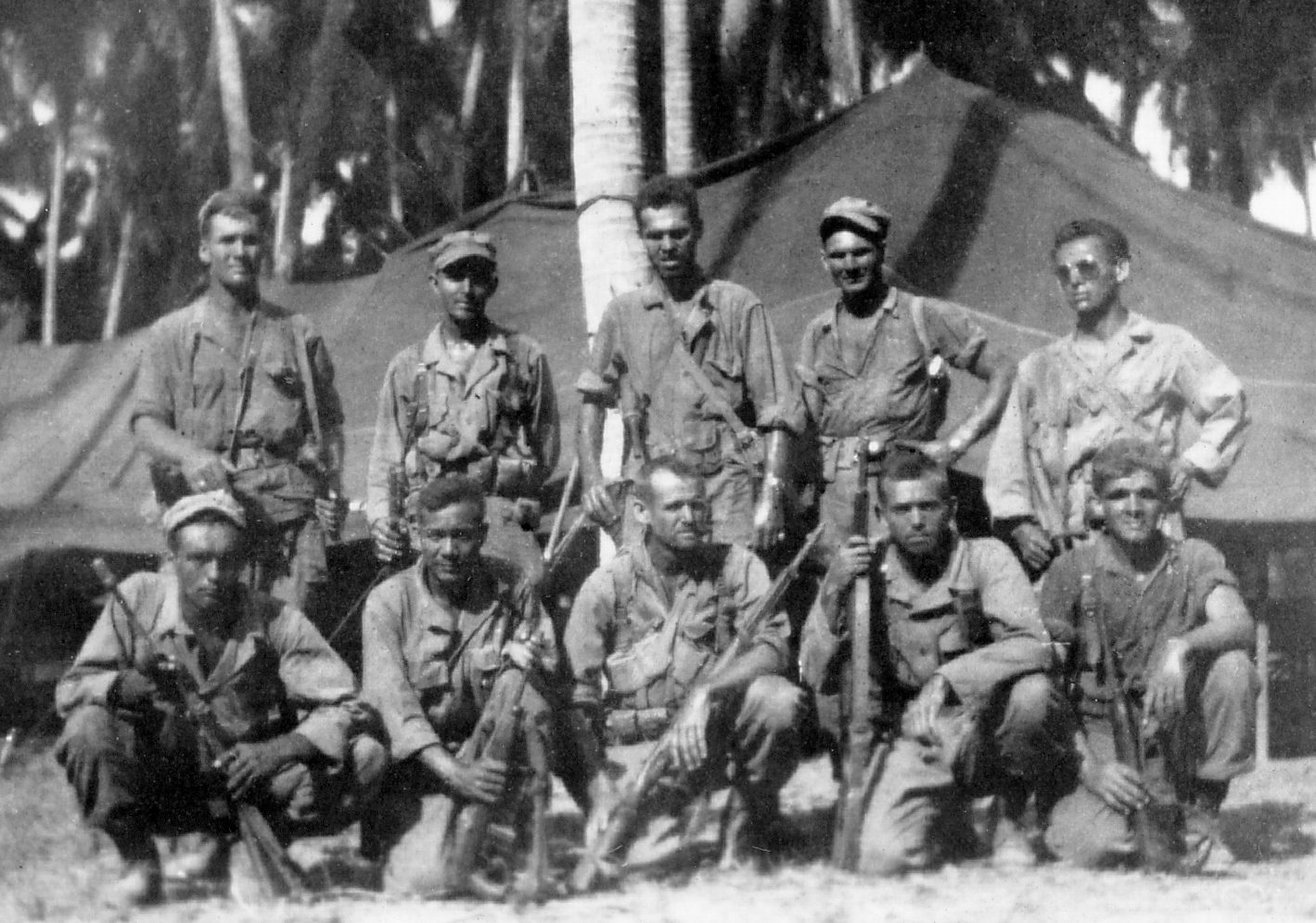
Scout statunitensi dopo il raid

I prigionieri statunitensi in grado di farlo furono ricondotti velocemente negli Stati Uniti, per lo più in aereo. I malati e i feriti più gravi rimasero invece negli ospedali statunitensi nelle Filippine fino alla guarigione. L'11 febbraio 1945, 280 prigionieri lasciarono Leyte a bordo della nave da trasporto truppe USS General A. E. Anderson, diretti a San Francisco. La trasmissione di propaganda radio giapponese annunciò subito ai soldati americani che sottomarini, navi e aerei stavano dando la caccia alla General Anderson. La minaccia si rivelò vana e la nave giunse in sicurezza nella baia di San Francisco l'8 marzo 1945.

### La reazione dell'opinione pubblica
La notizia del raid fu resa pubblica già il 2 febbraio. L'impresa venne celebrata dai soldati di MacArthur, dai corrispondenti alleati e dal pubblico statunitense, poiché il raid toccava una corda sensibile tra gli americani, preoccupati sul destino dei difensori di Bataan e Corregidor. I famigliari dei prigionieri furono subito contattati con un telegramma e informati del salvataggio. La notizia fu trasmessa da numerose radio e pubblicata in prima pagina sui quotidiani. I ranger e i prigionieri furono intervistati e descrissero le condizioni del campo, così come gli avvenimenti del raid. L'entusiasmo generato durò poco a causa di eventi come la battaglia di Iwo Jima e il bombardamenti atomici di Hiroshima e Nagasaki. La liberazione del campo fu seguita da altri raid avvenuti con successo, come quello del campo di internamento di Santo Tomas, il 3 febbraio, quello alla prigione di Bilibid, il 4, e il raid a Los Baños, il 23 febbraio.

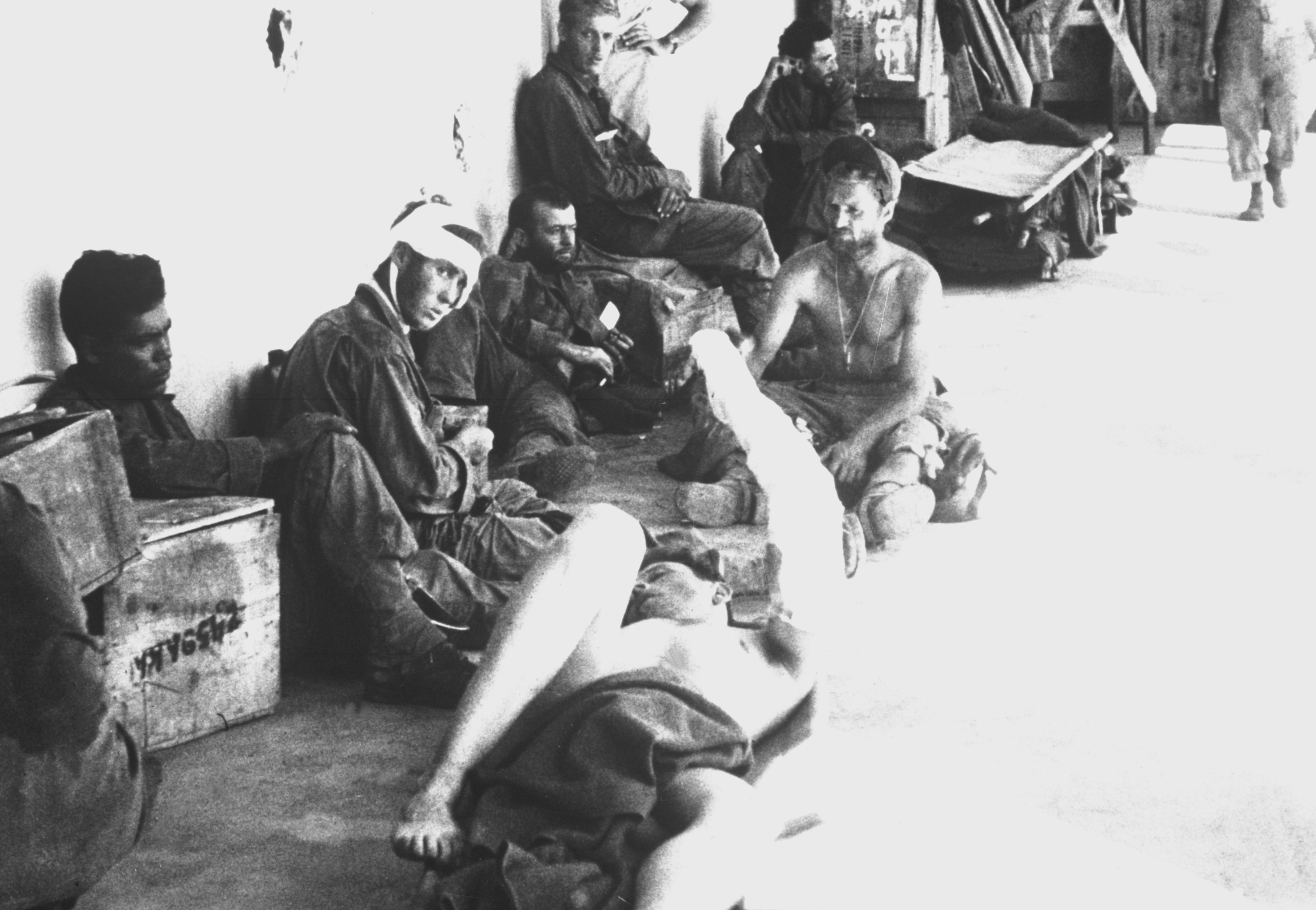
Ex prigionieri di Cabanatuan in un ospedale improvvisato a Talavera

### L'analisi e le onorificenze
Un rapporto della 6ª Armata indicò che il raid ha dimostrato "... ciò che le pattuglie possono ottenere in territorio nemico seguendo i principi base dell'esplorazione e del pattugliamento, 'spiando furtivamente', con l'uso dell'occultamento, della ricognizione dei percorsi con fotografie e mappe, prima dell'effettiva operazione, ... e il coordinamento di tutte le armi nel completamento della missione". MacArthur affermò riguardo al raid: "Nessun evento della campagna nel Pacifico mi ha dato soddisfazione come il rilascio dei prigionieri di Cabanatuan. La missione fu un brillante successo". Nonostante Mucci fosse stato citato per la Medal of Honor, lui e Prince ricevettero la Distinguished Service Cross. Mucci venne inoltre promosso colonnello e gli fu affidato il comando del 1º Reggimento della 6ª Divisione di Fanteria. Tutti gli altri ufficiali statunitensi e alcuni soldati selezionati ricevettero la Stella d'Argento. I soldati rimanenti e gli ufficiali dei guerriglieri filippini ricevettero invece la Stella di Bronzo. Nellist, Rounsaville e altri dodici scout furono premiati con la Presidential Unit Citation.
Nel tardo 1945, i corpi dei prigionieri statunitensi che morirono nel campo furono esumati e spostati in altri cimiteri. Il terreno fu donato agli Stati Uniti alla fine degli anni '90 dal Governo filippino per realizzare un memoriale. Il sito di Cabanatuan oggi è un parco che include un muro memoriale con i nomi dei 2 656 prigionieri deceduti nel campo. Tale memoriale venne finanziato da prigionieri sopravvissuti e da veterani ed è affidato alla Commissione statunitense per i monumenti delle battaglie. Una risoluzione congiunta del Congresso e del Presidente Ronald Reagan scelse il 12 aprile 1982 come "il giorno della memoria e del saluto statunitense al prigioniero di guerra di Cabanatuan". A Cabanatuan stessa, un ospedale è intitolato all'ufficiale della Resistenza Eduardo Joson.

### Nella cultura di massa
Diversi film si narrarono gli eventi del raid, includendo pure filmati d'archivio. Gli eroi del Pacifico di Edward Dmytryk, che l'interpretazione di John Wayne, si apre con la narrazione dei fatti di Cabanatuan con immagini originali. Nel luglio 2003, il programma documentaristico della PBS American Experience mandò in onda un breve film relativo al raid, dal titolo Bataan Rescue. Basato sui libri The Great Raid on Cabanatuan e Ghost Soldiers, il film del 2005 The Great Raid di John Dahl intreccia il raid con una storia d'amore. Prince fu consulente per quest'ultimo film e confermò come rappresentasse gli eventi bellici in modo accurato. Il produttore cinematografico Marty Katz espresse il proprio interesse nel film affermando che "Questo [recupero] fu un'operazione massiccia che aveva pochissime possibilità di successo. Come un film hollywoodiano – non poteva realmente accadere, ma è stato così. Ecco perché eravamo attratti da questo materiale". Un'altra rappresentazione del raid andò in onda nel dicembre 2006 in un episodio della serie documentario Shootout!, prodotta da History Channel.

## Galleria d'immagini

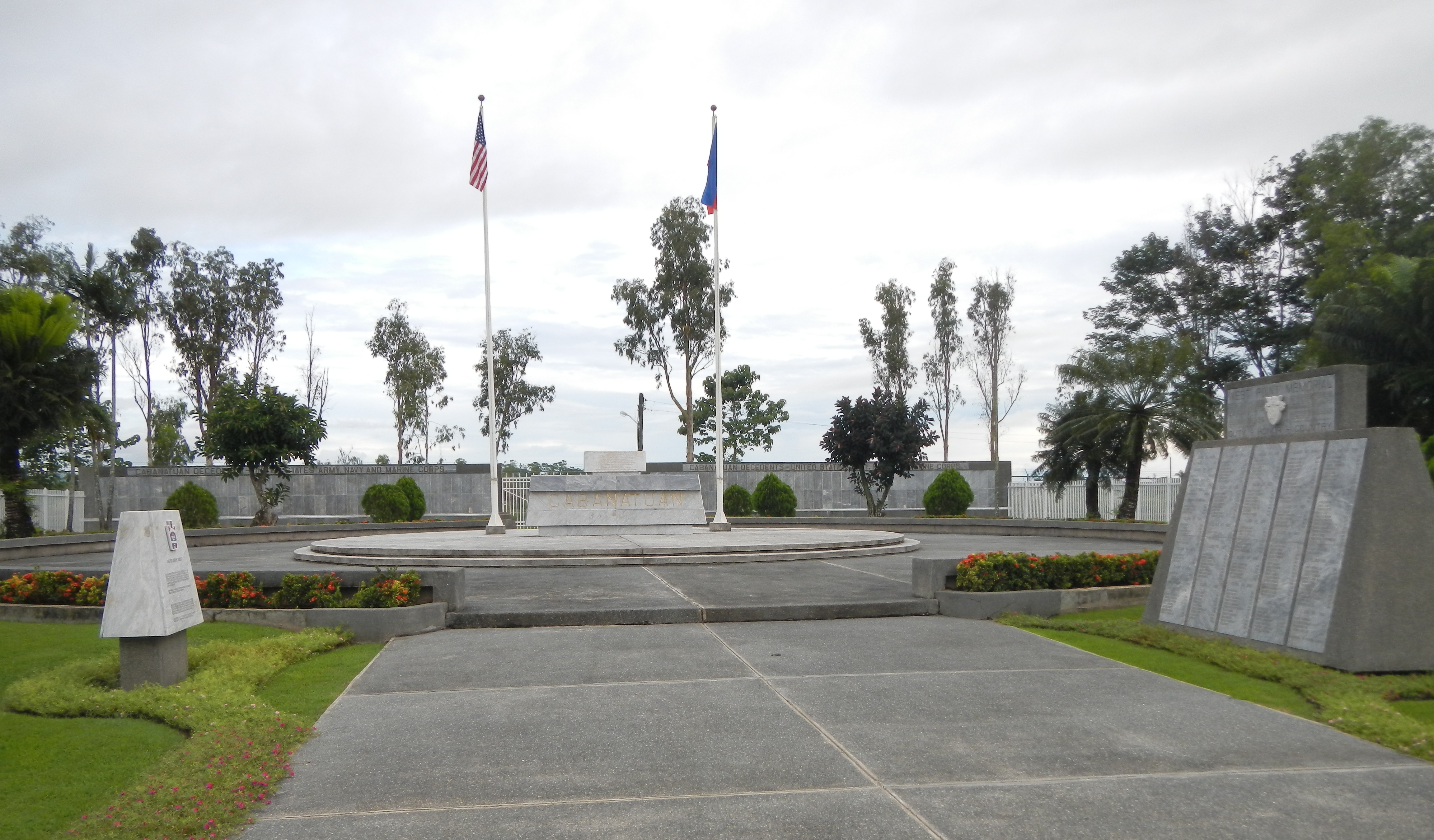
Reliquiario memorial e del campo di Pangatian a Cabanatuan
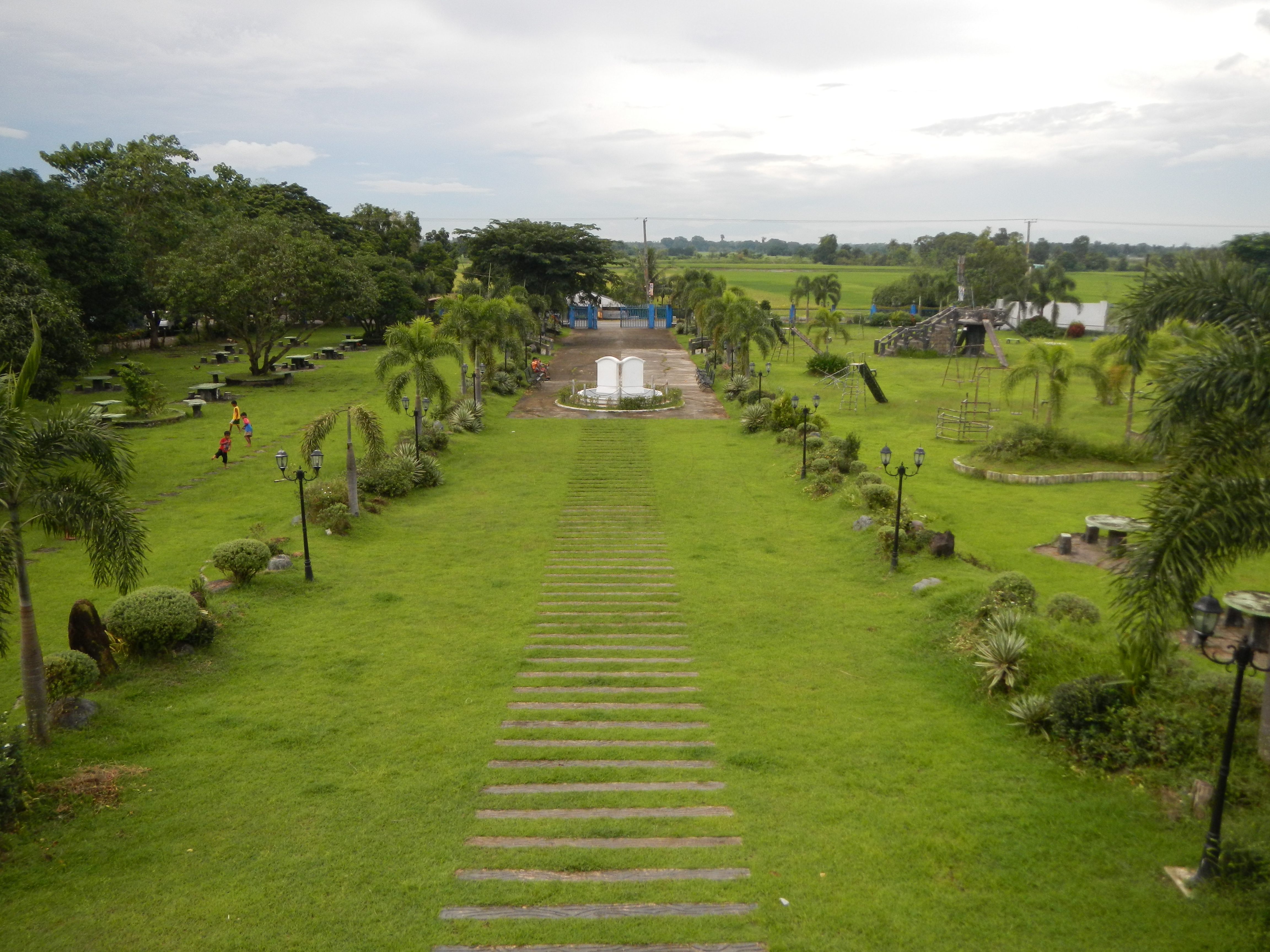
Il parco memoriale vicino al monumento principale e al museo della meridiana
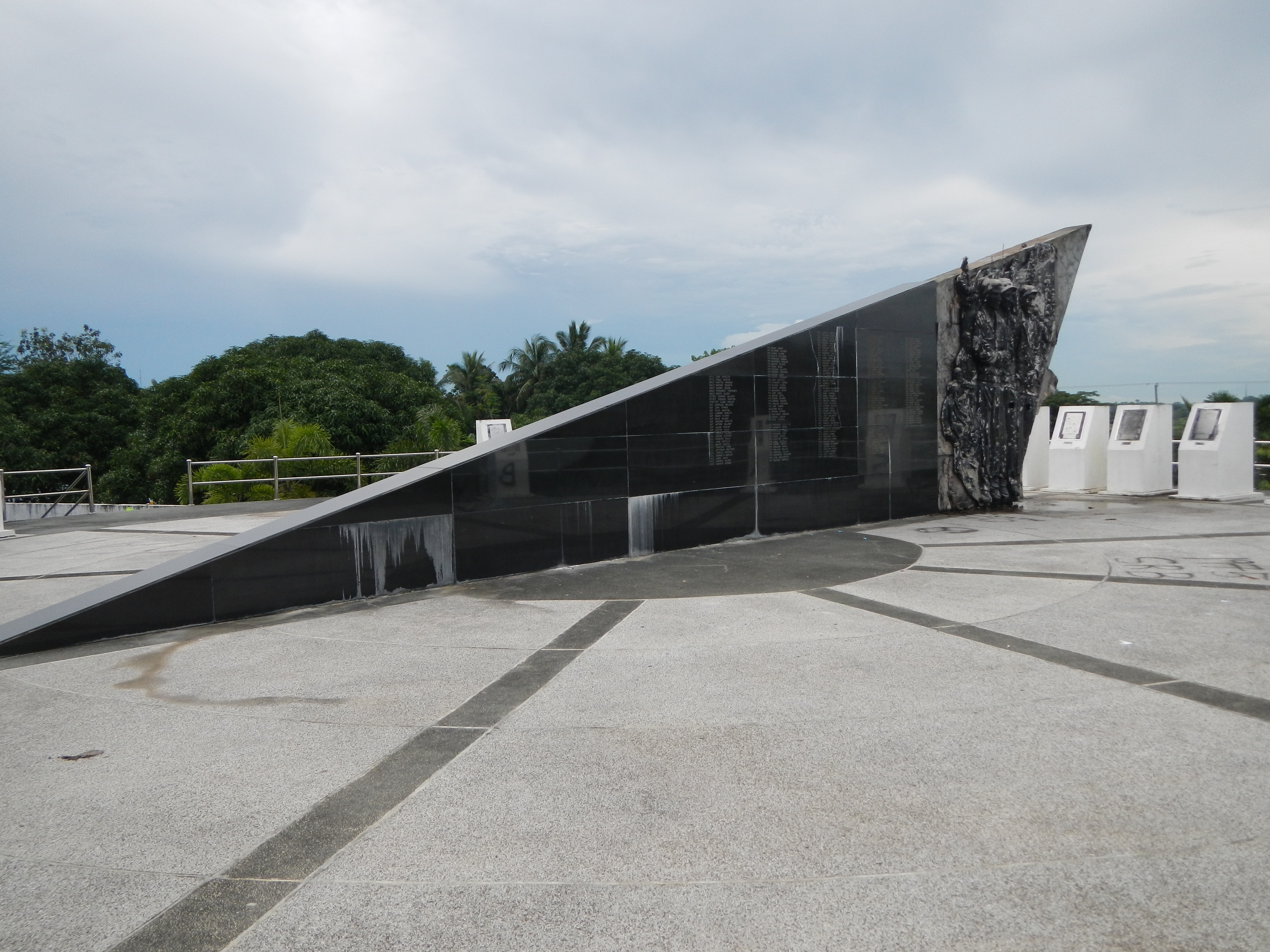
Monumento della meridiana "Ora del Grande Salvataggio" e il museo
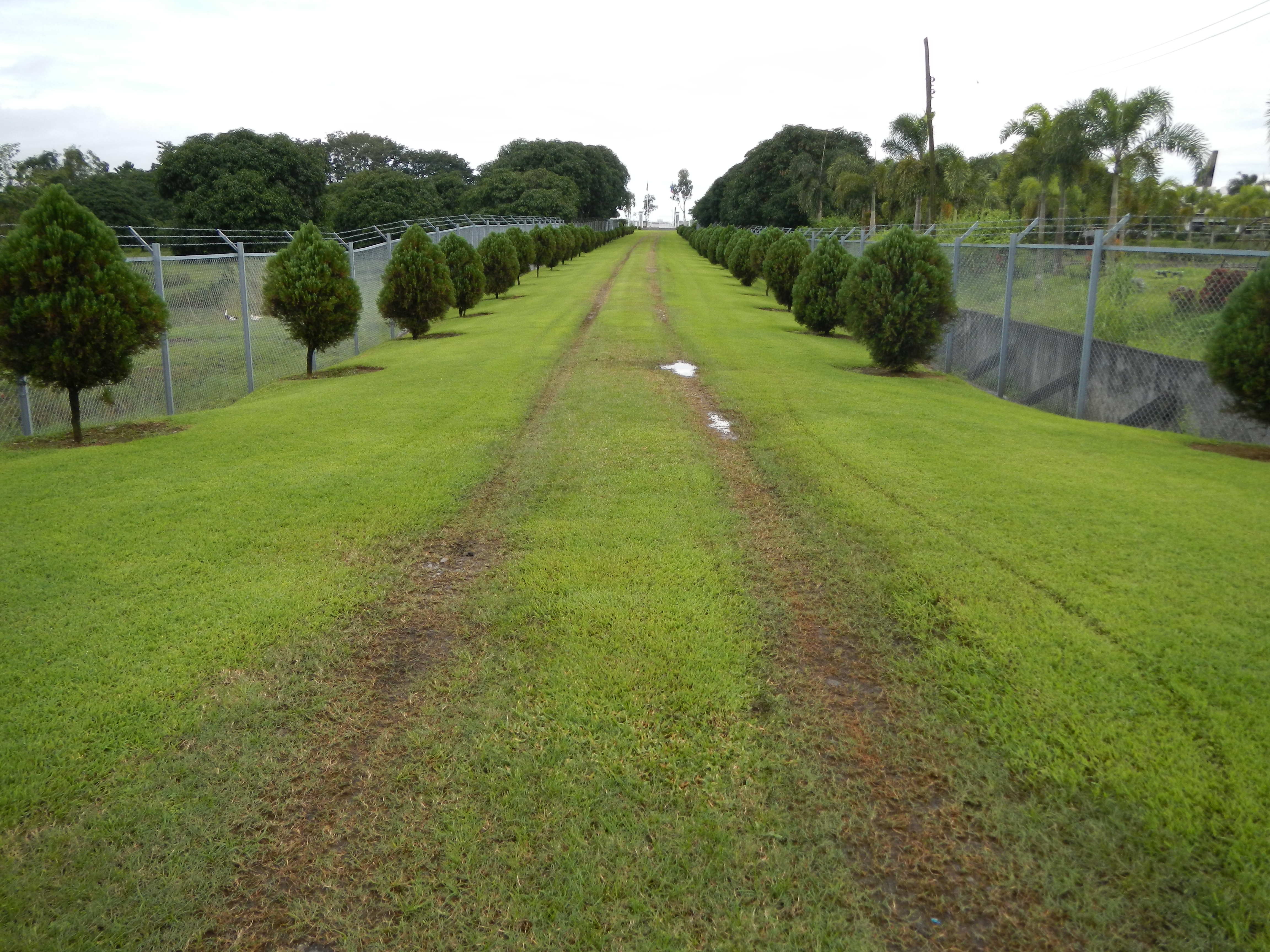
Ingresso verde al memoriale con alberi di mango
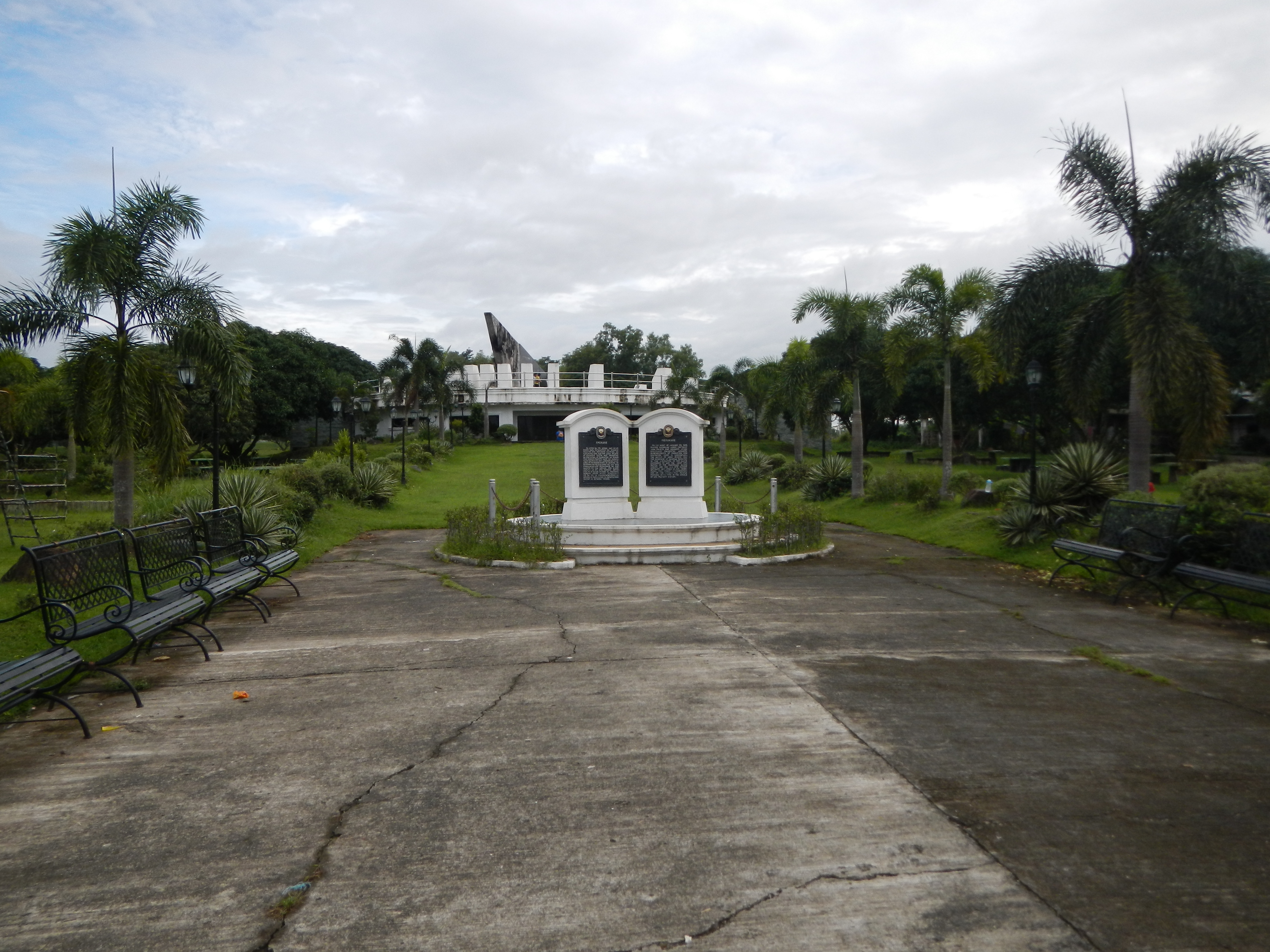
L'interno del parco
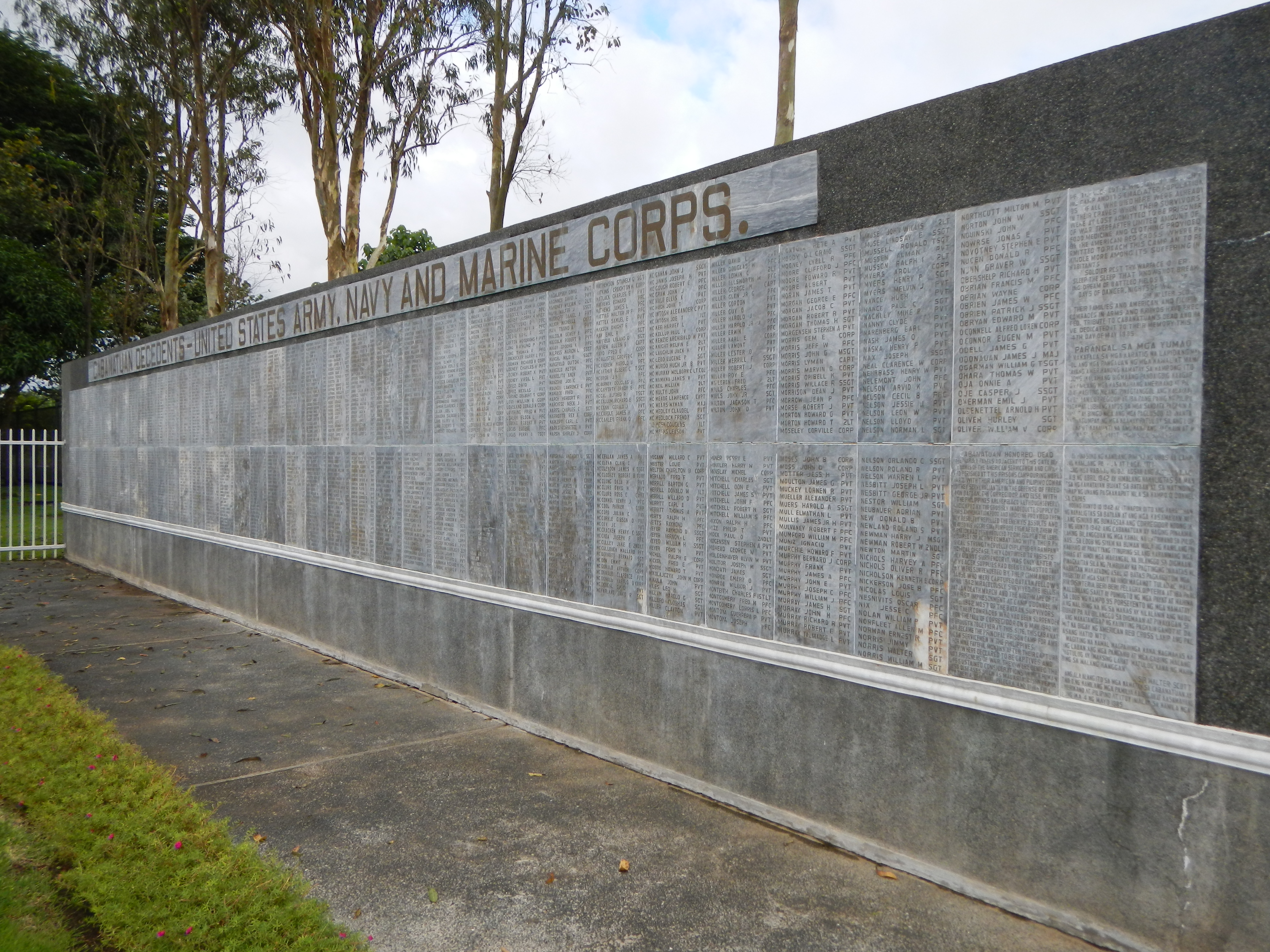
I nomi degli eroi di guerra in marmo (1)
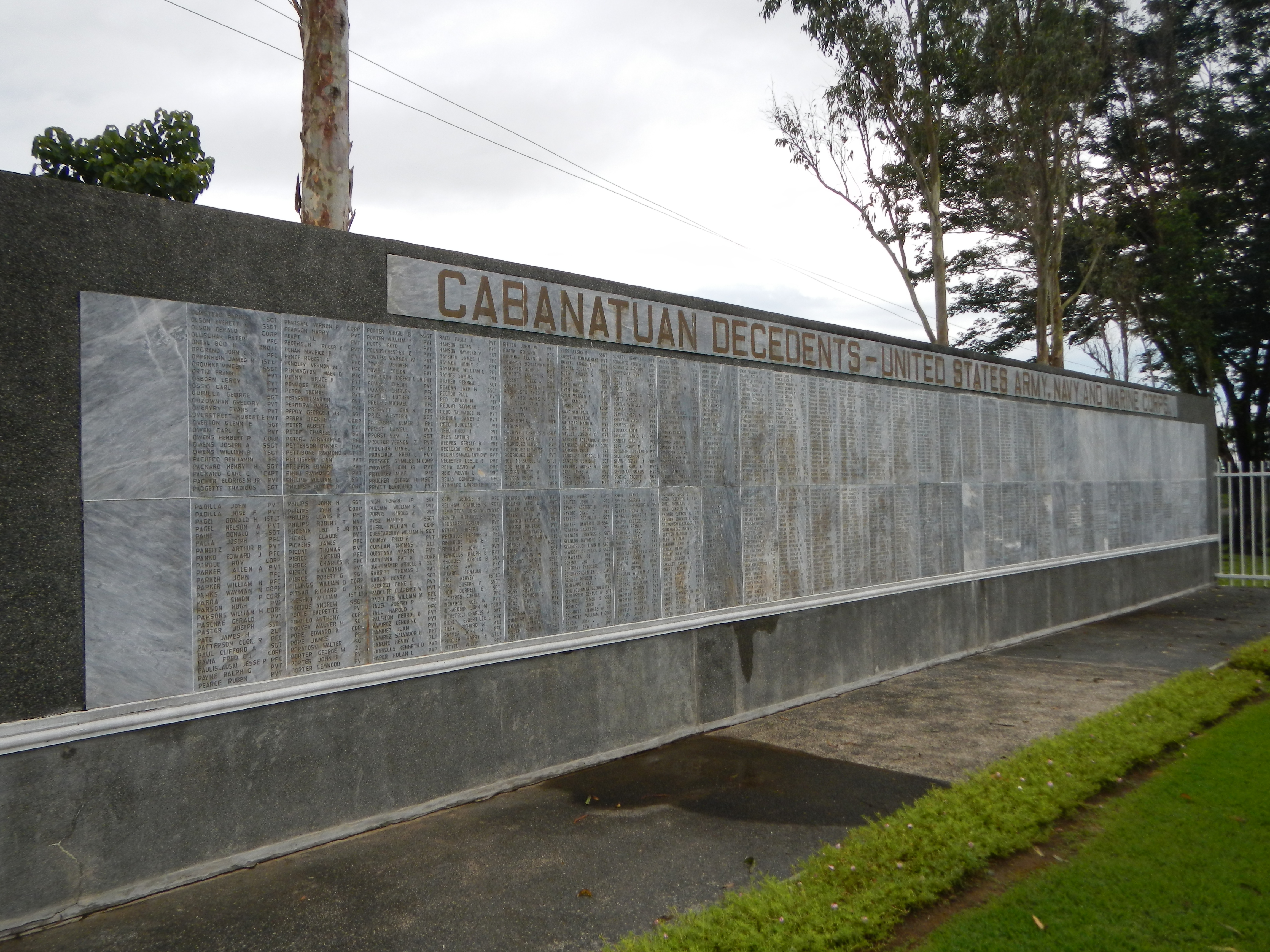
I nomi degli eroi di guerra in marmo (2)
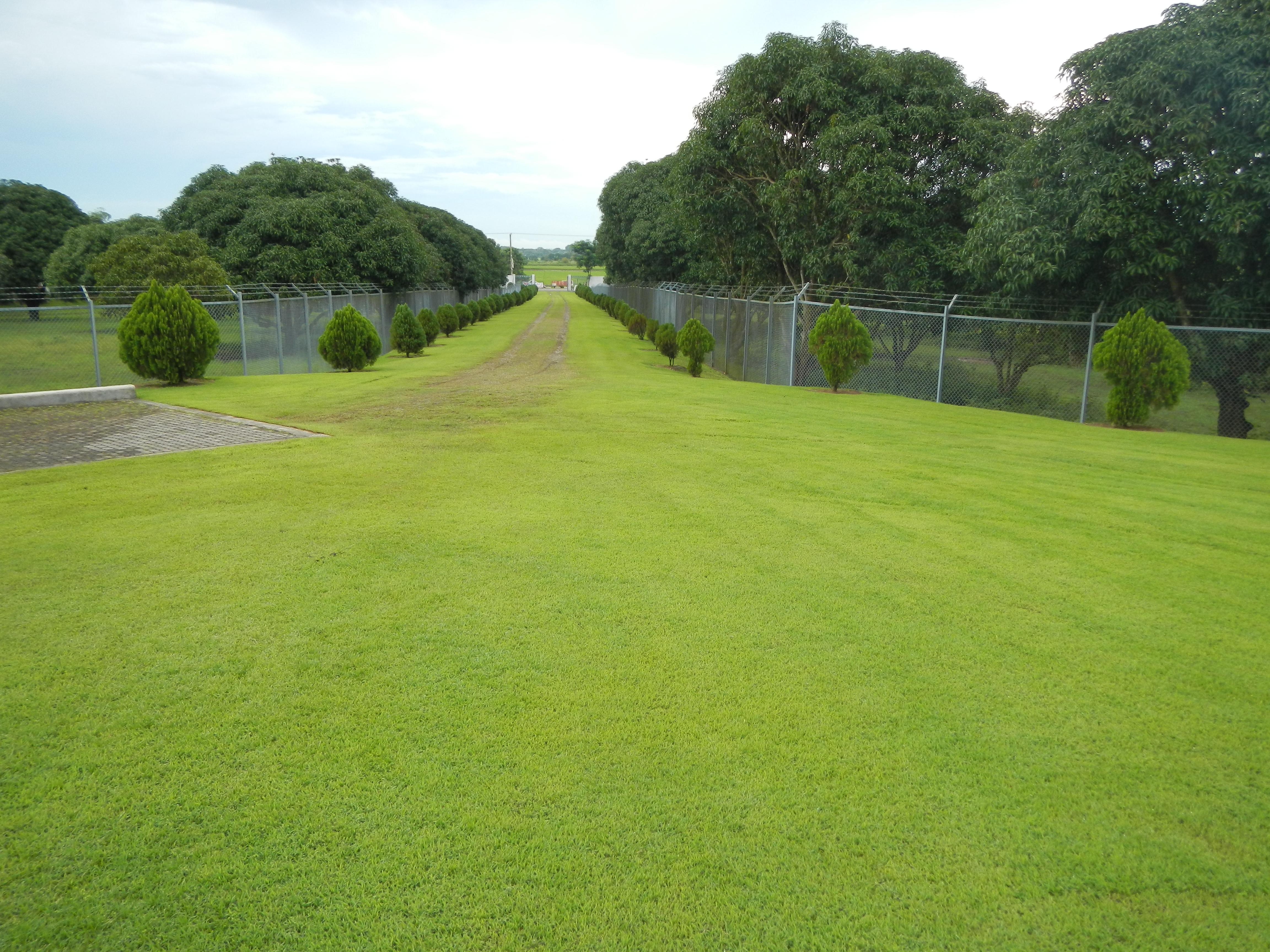
Un'altra vista dell'ingresso verde al memoriale